# Litoměřička biskupija
Litoměřička biskupija (lat. Dioecesis Litomericensis, češ. Diecéze Litoměřice) je češka dijeceza Katoličke Crkve u Češkoj pod upravom Praške nadiskupije i pripadajućeg joj nadbiskupa Dominika Duke. Biskupiju je 3. lipnja 1655. uspostavio papa Aleksandar VII. Dužnost biskupa trenutno vrši Jan Baxant, od 10. travnja 2014., a generalnog vikara Stanislav Přibyl.

## Crkve posebnog statusa
- Bazilika Gospe Žalosne, Krupka, Ústečki kraj
- Bazilika Gospe Pomoćnice kršćana, Jiříkov, Ústečki kraj
- Bazilika svetog Lovre i svetog Zdislava, Jablonné v Podještědí, Ústečki kraj
- Bazilika svih svetih, Česká Lípa, Liberecký kraj

## Unutarnje poveznice
- Praška nadbiskupija
- Katolička Crkva u Češkoj

## Vanjske poveznice
- GCatholic.org (engl.)
- Catholic Hierarchy (engl.)
- Službene stranice biskupije (češ.)